# Provincia Santa Fe

Localizarea provinciei în Argentina

Provincia Santa Fe (spaniolă Provincia del Santa Fe) este una dintre provinciile Argentinei, localizată în partea nord-estică a statului. Capitala provinciei este orașul Santa Fe.